# Melinaea paraiya
Melinaea paraiya är en fjärilsart som beskrevs av Tryon Reakirt 1866. Melinaea paraiya ingår i släktet Melinaea och familjen praktfjärilar. Inga underarter finns listade i Catalogue of Life.